# Aichi D3A

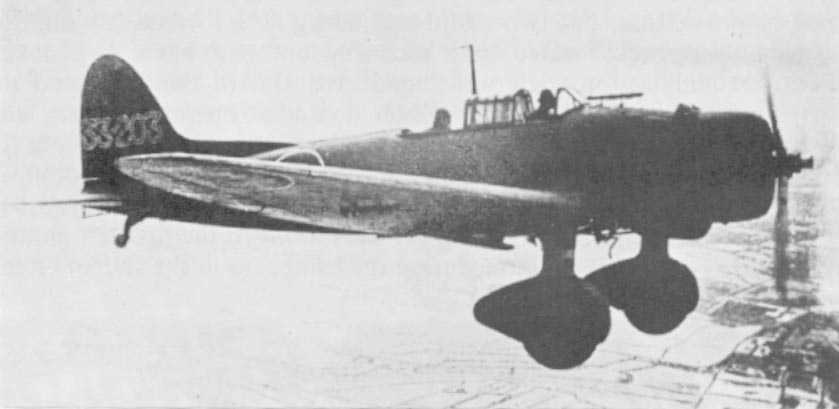
Un Aichi D3A1 en vuelo.

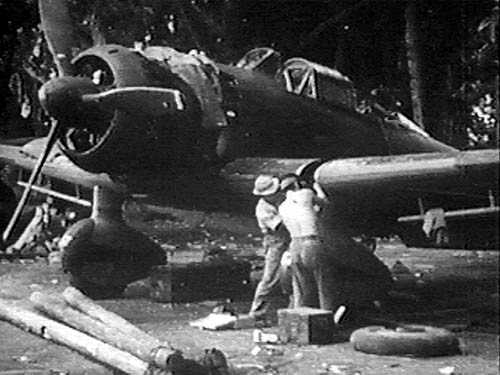
Mantenimiento de un Aichi D3A2.

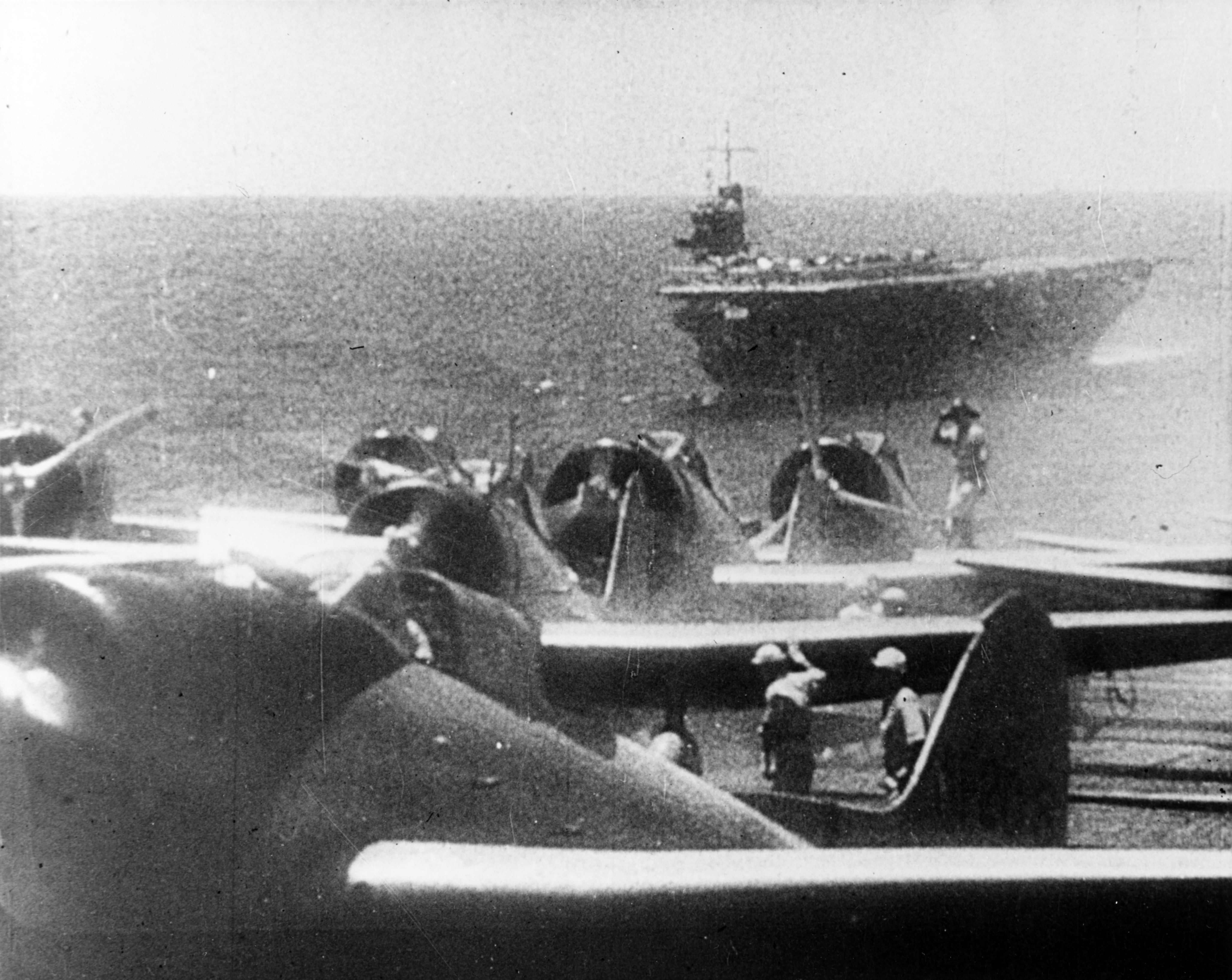
Bombarderos en picado Aichi D3A1 "Val" preparándose para despegar desde un portaaviones japonés en la mañana del 7 de diciembre de 1941 para atacar Pearl Harbor.

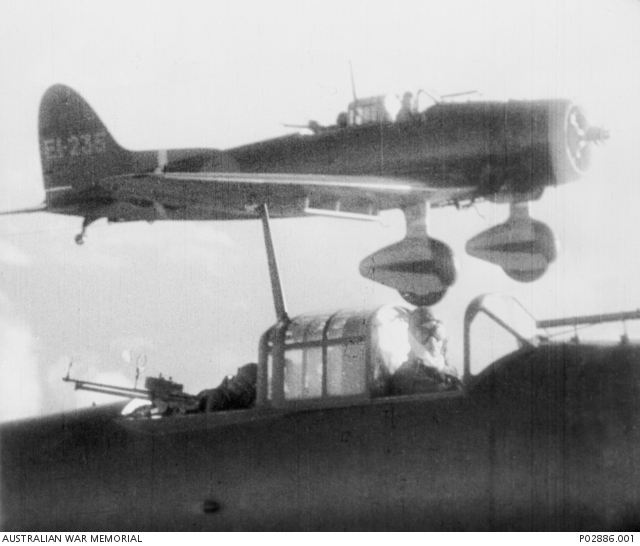
Dos Aichi D3A del Shōkaku regresan a su portaaviones después de atacar al portaaviones estadounidense USS Enterprise durante la Batalla de las Salomón Orientales en agosto de 1942.

El Aichi D3A (99式艦上爆撃機?   nombre clave aliado "Val") fue un bombardero en picado embarcado de la Segunda Guerra Mundial producido por la compañía Aichi Kokuki en Japón. Fue el principal bombardero en picado de la Armada Imperial Japonesa, participando en casi todas las acciones, incluso el ataque a Pearl Harbor.
El Aichi D3A fue el primer avión japonés en bombardear objetivos estadounidenses en la Segunda Guerra Mundial, empezando con Pearl Harbor y las bases estadounidenses en Filipinas, tales como la Base aérea Clark. Durante el transcurso de la Segunda Guerra Mundial, el Aichi D3A hundió más buques de guerra Aliados que cualquier otro avión del Eje.

## Diseño y desarrollo
A mediados de 1936, la Armada Imperial Japonesa emitió la especificación 11-Shi para un bombardero en picado embarcado monoplano que reemplace al biplano D1A en servicio en aquel entonces. Aichi, Nakajima y Mitsubishi enviaron sus diseños, solicitándoles dos prototipos a la Aichi y a la Nakajima.
El diseño de Aichi tenía alas bajas elípticas inspiradas por el Heinkel He 70 Blitz. Volaba con suficiente lentitud como para que la resistencia al aire del tren de aterrizaje no fuese un problema serio, usando un tren de aterrizaje fijo por razones de simplicidad. El avión iba a ser propulsado por el motor radial Nakajima Hikari 1, de 9 cilindros y 710 HP.
El primer prototipo fue terminado en diciembre de 1937 y las pruebas de vuelo empezaron un mes después. Las pruebas iniciales fueron decepcionantes. El avión tenía poca potencia y padecía de inestabilidad direccional en giros abiertos, mientras que en giros muy cerrados tendía a guiñar. Los frenos de picado vibraban demasiado al desplegarse a su velocidad asignada de 370 km/h (200 nudos), mientras que la Armada ya estaba solicitando una velocidad de picado de 440 km/h (240 nudos).
El segundo avión fue extensamente modificado antes de su envío para tratar de solucionar los problemas. Se aumentó la potencia al reemplazar el motor Hikari con un Mitsubishi Kinsei  3 de 840 HP dentro de una cubierta rediseñada, mientras que la cola fue agrandada para ayudar con la inestabilidad direccional. Las alas tenían una envergadura ligeramente mayor y las secciones exteriores de los bordes de ataque fueron afinadas para combatir los guiños, siendo equipado con frenos de picado reforzados. Estos cambios solucionaron casi todos los problemas, excepto la inestabilidad direccional, por lo que fue suficiente para que el Aichi D3A1 gane ante el Nakajima D3N1.

## Historial operativo
En diciembre de 1939, la Armada Imperial Japonesa ordenó el avión como Bombardero Embarcado Modelo 11 de la Armada Tipo 99 (kanjō bakugekiki, usualmente abreviado como 艦爆 kanbaku). Los modelos de serie tenían alas ligeramente más pequeñas y una mayor potencia gracias a los motores Kinsei 43 de 1000 HP o Kinsei 44 de 1070 HP. El problema de inestabilidad direccional fue finalmente resuelto con las instalación de una larga aleta dorsal, que hizo al avión altamente maniobrable.
El armamento se componía de dos ametralladoras Tipo 97 de 7,70 mm que disparaban hacia adelante y una ametralladora Tipo 92 del mismo calibre montada sobre un afuste flexible en la parte posterior de la cabina para defensa. La carga de bombas normal era de una bomba de 250 kg transportada bajo el fuselaje, que era lanzada bajo la hélice mediante un trapecio. Dos bombas adicionales de 60 kg podían transportarse en soportes ubicados debajo de cada ala, en la parte exterior de los frenos de picado.
El Aichi D3A1 empezó sus pruebas de calificación a bordo de los portaaviones Akagi y Kaga durante 1940, mientras que una pequeña cantidad de aviones entraron en combate desde bases terrestres en China. Empezando con el ataque a Pearl Harbor, el Aichi D3A1 tomó parte en todas las principales operaciones de los portaaviones japoneses en los primeros 10 meses de la guerra. Obtuvieron su primera gran victoria contra la Royal Navy durante la Incursión del Océano Índico en abril de 1942. Los bombarderos en picado Aichi D3A lograron más del 80 % de impactos con sus bombas durante ataques contra dos cruceros pesados y un portaaviones en el transcurso de esta operación. Durante la guerra, los Aichi D3A con frecuencia tenían que combinar sus ataques a buques de guerra con los torpederos Nakajima B5N; en consecuencia los navíos enemigos eran frecuentemente hundidos por un ataque combinado de bombas y torpedos. Sin embargo, hubo ocasiones cuando solo los Aichi D3A efectuaron los ataques o al menos remataron a los navíos. Sin contar el ataque a Pearl Harbor, donde también se empleó al Nakajima B5N para bombardeo y torpedeo, los Aichi D3A hundieron a los siguientes buques de guerra Aliados:

### Buques de guerra Aliados hundidos por los Aichi D3A
- USS Peary, destructor, 19 de febrero de 1942 - Australia (Darwin)[14]
- USS Langley, portahidroaviones (hundido por fuerzas estadounidenses tras el ataque), 27 de febrero de 1942 - Océano Pacífico[15]
- USS Pope, destructor, 1 de marzo de 1942 - Océano Pacífico
- HMS Cornwall, crucero pesado, 5 de abril de 1942 - Océano Índico
- HMS Dorsetshire, crucero pesado, 5 de abril de 1942 - Océano Índico
- HMS Hector, mercante armado, 5 de abril de 1942 - Océano Índico
- HMS Tenedos, destructor, 5 de abril de 1942 - Océano Índico
- HMS Hermes, portaaviones, 9 de abril de 1942 - Océano Índico
- HMAS Vampire, destructor, 9 de abril de 1942 - Océano Índico
- USS Sims, destructor, 7 de mayo de 1942 - Océano Pacífico
- USS Benham, destructor, 15 de noviembre de 1942 - Océano Pacífico
- USS De Haven, destructor, 1 de febrero de 1943 - Océano Pacífico
- USS Aaron Ward, destructor, 7 de abril de 1943 - Océano Pacífico
- USS Brownson, destructor, 26 de diciembre de 1943 - Océano Pacífico[16]
- USS Abner Read, destructor, hundido por kamikazes el 1 de noviembre de 1944 - Océano Pacífico[17]
- USS William D. Porter, destructor, hundido por kamikazes el 10 de junio de 1945 - Japón (Okinawa)

Mientras la guerra avanzaba, hubo casos cuando los bombarderos en picado fueron empleados como cazas en el papel de intercepción, ya que su maniobrabilidad era suficiente para permitir su supervivencia en este papel. En junio de 1942, se probó una versión mejorada del Aichi D3A propulsada por un motor Kinsei 54 de 1300 HP, designada como Modelo 12. La potencia adicional reducía su autonomía, por lo que se modificó el diseño con tanques de combustible adicionales que incrementaron su capacidad total de combustible a 900 l, dándole la autonomía necesaria para combatir efectivamente sobre las islas Salomón. Designado por la Armada Imperial Japonesa como Modelo 22, empezó a reemplazar al Modelo 11 en las unidades de primera línea en el otoño de 1942 y la mayoría de los modelos 11 fueron enviados a unidades de entrenamiento.
Cuando estuvo disponible el Yokosuka D4Y Suisei, los Aichi D3A2 fueron transferidos a unidades terrestres u operaron desde portaaviones de escolta, que eran muy pequeños para que el veloz Yokosuka D4Y pueda aterrizar en sus pistas. Cuando las fuerzas estadounidenses recapturaron las Filipinas en 1944, los Aichi D3A2 con base en tierra tomaron parte en el combate, pero ya eran obsoletos y tuvieron grandes bajas. Para aquel entonces, varios Aichi D3A1 y D3A2 eran empleados por unidades de entrenamiento en Japón, muchos siendo modificados con controles dobles como el Bombardero Entrenador Modelo 12 de la Armada Tipo 99 (Aichi D3A2-K). Durante el último año de la guerra, los Aichi D3A2 nuevamente fueron puestos en combate para misiones kamikaze.

## Variantes
Todas las variantes descritas a continuación tuvieron mayores depósitos de combustible, el techo de la cabina posterior mejorado y el buje de la hélice completamente carenado.
- Aichi D3A2 modelo 12: prototipo de una versión mejorada, dotada de un motor Mitsubishi Kinsei 54 de 1300 cv (sólo se construyó un ejemplar).
- Aichi D3A2 modelo 22: versión de serie del anterior; velocidad máxima: 430 km/h; techo de vuelo: 10 500 m; peso en vacío: 2570 kg; Peso máximo al despegue: 3800 kg (se construyeron en total 1016 unidades).
- Aichi D3A2-K: versión de entrenamiento, por conversión de los modelos D3A1 y D3A2.

## Usuarios
Japón
- Servicio Aéreo de la Armada Imperial Japonesa

## Ejemplares sobrevivientes
Un Aichi D3A está siendo restaurado en el Museo aéreo Planes of Fame de Chino, California. Un Aichi D3A2 sin restaurar está expuesto en el Museo Nacional de la Guerra del Pacífico de Fredericksburg, Texas.

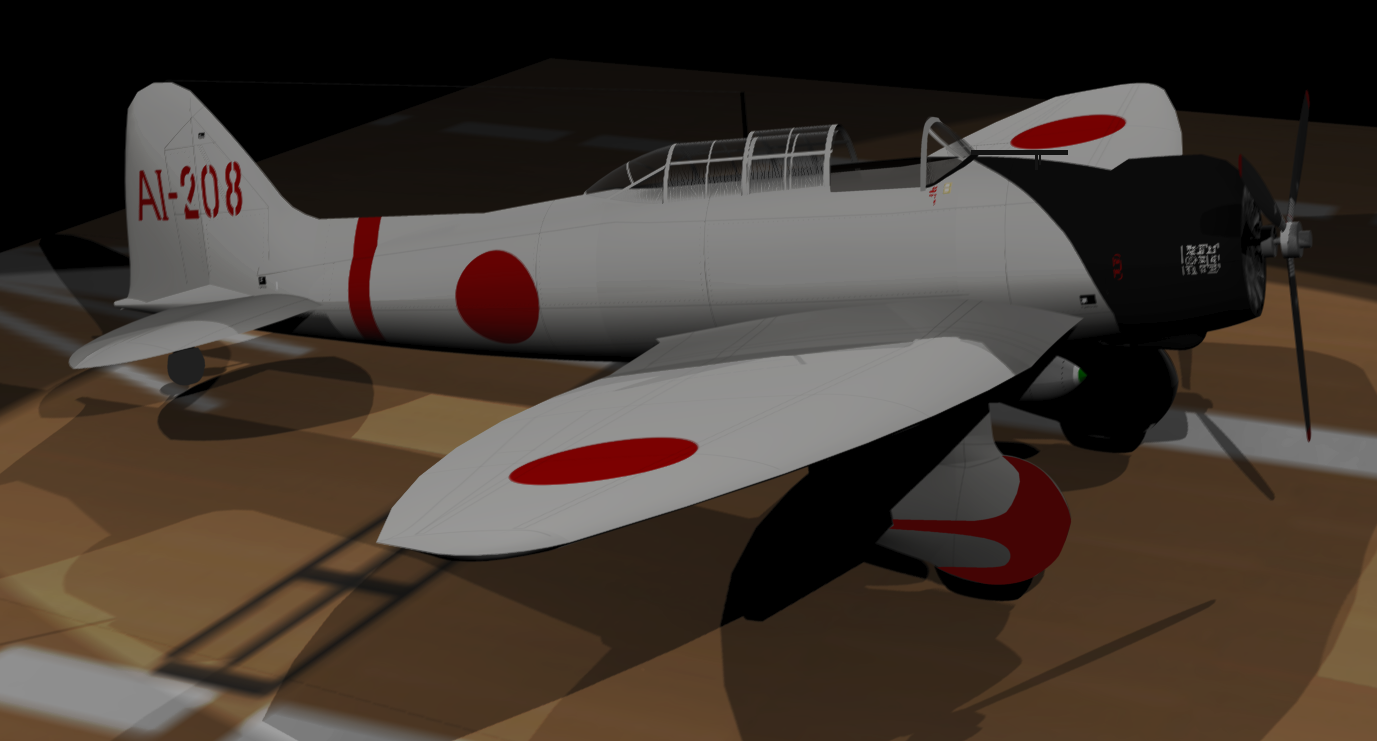
Un Aichi D3A2 con una bomba Tipo 98, pintado como un avión asignado al Akagi

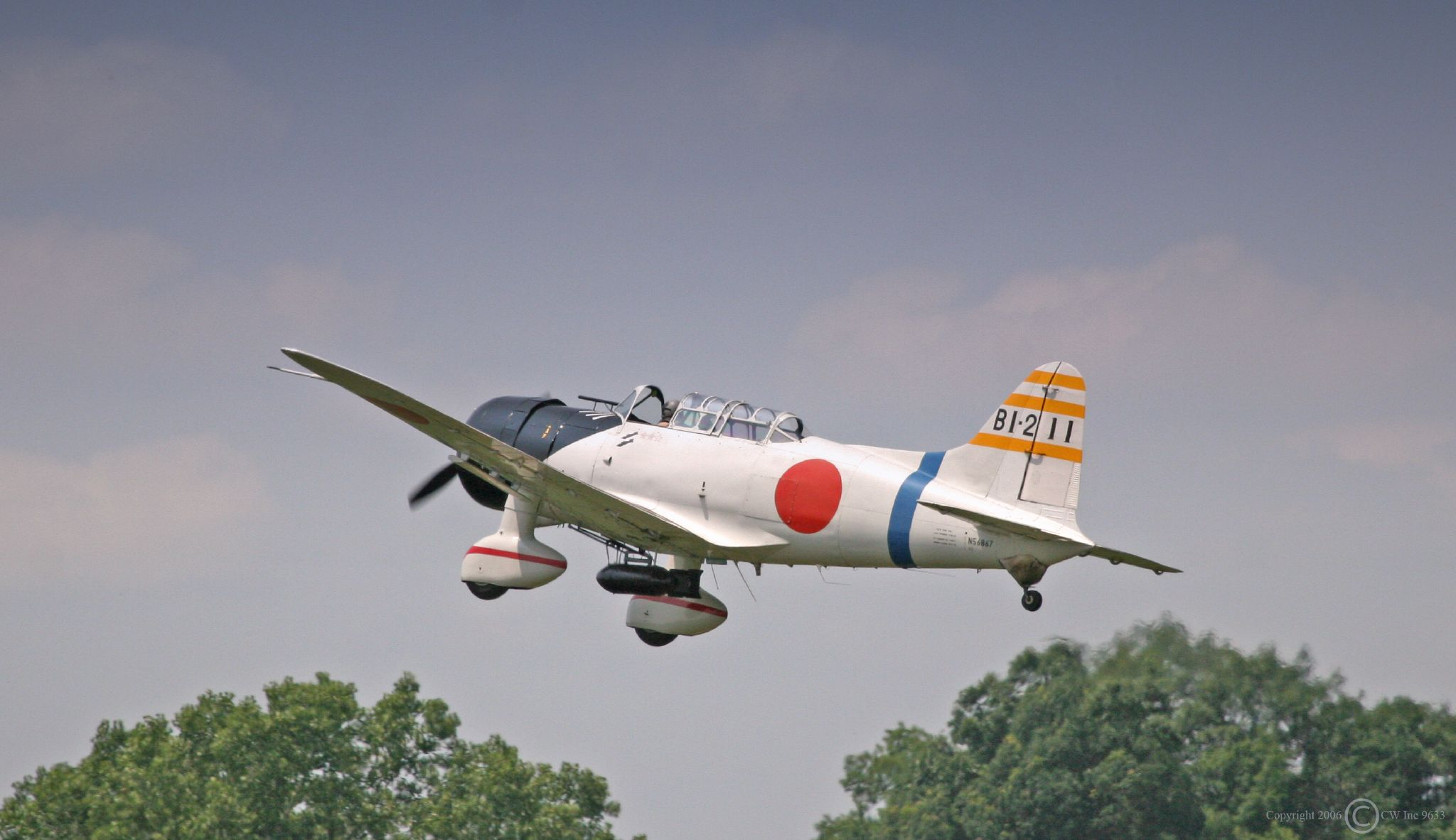
réplica de Aichi D3A Tora! Tora! Tora!

## Especificaciones técnicas (Aichi D3A1)

### Características generales
- Tripulación: 2 (piloto y artillero)
- Longitud: 10,20 m
- Envergadura: 14,37 m
- Altura: 3,85 m
- Superficie alar: 34,90 m²
- Peso vacío: 2408 kg
- Peso cargado: 3650 kg
- Planta motriz: 1× Mitsubishi Kinsei 44, radial.
  - Potencia: 1070 HP (798 kW)

### Rendimiento
- Velocidad máxima operativa (Vno): 389 km/h
- Alcance: 1472 km
- Techo de vuelo: 9300 m
- Régimen de ascenso: 4,3 m/s

### Armamento
- Ametralladoras:  Dos Tipo 97 y una Tipo 92 (montada en la parte trasera de la cabina), de 7,70 mm
- Bombas: Una bomba de 250 kg o 2 bombas de 60 kg

## Especificaciones técnicas (Aichi D3A2)

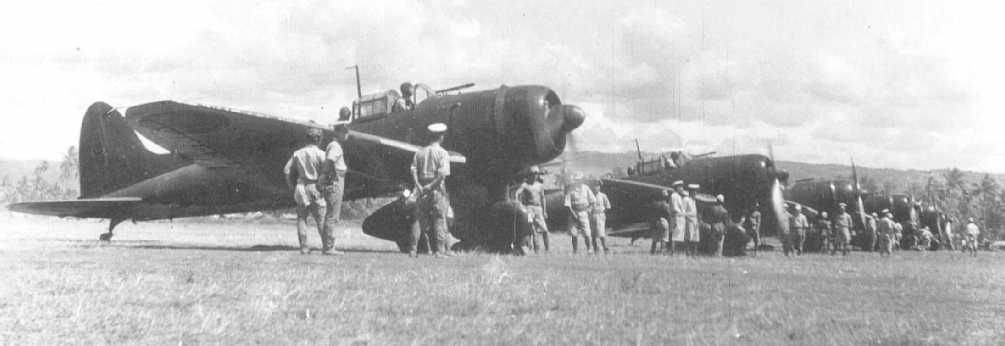
Un Aichi D3A2 con mira telescópica, antes de despegar.

### Características generales
- Tripulación: 2 (piloto y artillero)
- Longitud: 10,20 m
- Envergadura: 14,37 m
- Altura: 3,85 m
- Superficie alar: 34,90 m²
- Peso vacío: 2570 kg
- Peso cargado: 4122 kg
- Planta motriz: 1× Mitsubishi Kinsei 54, radial de 14 cilindros en doble fila.
  - Potencia: 1300 HP (969 kW)

### Rendimiento
- Velocidad máxima operativa (Vno): 430 km/h a 6,200 m
- Velocidad crucero (Vc): 296 km/h a 3,000 m
- Alcance: 1352 km
- Techo de vuelo: 10 500 m
- Régimen de ascenso: 8,62 m/s

### Armamento
- Ametralladoras:  Dos Tipo 97 (montadas sobre el capó del motor) y una Tipo 92 (montada en la parte trasera de la cabina), de 7,70 mm
- Bombas: 1 bomba de 250 kg bajo el fuselaje, o 2 bombas de 60 kg bajo las alas

### Aeronaves similares
- Junkers Ju 87 Stuka
- Brewster SB2A Buccaneer
- Curtiss SB2C Helldiver
- Douglas SBD Dauntless
- Vultee A-31 Vengeance
- Fairey Barracuda

### Secuencias de designación

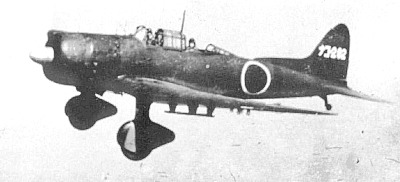
Un Aichi D3A2 en vuelo.

- Designaciones de la Armada Imperial Japonesa: D1A · D2A · D3A · D4Y · D5Y

### Listas relacionadas
- Anexo:Aviones de la Armada Imperial Japonesa